# Amendement Mirguet
Pour les articles homonymes, voir Mirguet.
L’amendement Mirguet du député Paul Mirguet a temporairement introduit en France l’homosexualité dans la catégorie des « fléaux sociaux » et a notamment abouti, de 1960 à 1980, à ce que les peines encourues pour outrage public à la pudeur (par exemple, rapport sexuel dans un lieu public) soient augmentées dans le cas de rapports homosexuels.

## Processus législatif
L’amendement Mirguet est en réalité le sous-amendement no 9 à l’amendement no 8 de la commission des Affaires culturelles à l'article 38 relatif à la « Constitution des mesures nécessaires pour lutter contre certains fléaux sociaux » en France, dans le cadre du débat d'une loi d'habilitation autorisant à prendre par ordonnances des mesures contre lesdits fléaux sociaux « pendant un délai de quatre mois à compter de la promulgation de la présente loi ».
Ce sous-amendement fut adopté par l'Assemblée nationale (vote à main levée), le 18 juillet 1960, à l'initiative de Paul Mirguet, député UNR (gaulliste) de Metz : afin de réprimer l'homosexualité, celle-ci fut classée en tant que « fléau social » dans une liste de fléaux, au même rang que l’alcoolisme, la tuberculose, la toxicomanie, le proxénétisme et la prostitution, contre lesquels le gouvernement était autorisé à légiférer par ordonnances. Mirguet parle de l'homosexualité comme d'un « fléau social (…), fléau contre lequel nous avons le devoir de protéger nos enfants » ,,. L'amendement reçut le soutien de Marcelle Devaud, rapporteure de la commission des affaires culturelles. Le gouvernement, par la voix de Bernard Chenot, ministre de la Santé publique et de la Population, s'en remit à l'avis de l'Assemblée.
La loi fut promulguée le 30 juillet 1960. La même année, l’ordonnance du 25 novembre 1960 complète l'article 330 du Code pénal d'un alinéa 2, en prévoyant un doublement des peines minimales encourues pour outrage public à la pudeur « lorsqu'il consistera en un acte contre nature avec un individu de même sexe », comprendre « dans le cas de rapports homosexuels ».
L'article 330 alinéa 2 sera abrogé en décembre 1980 dans le cadre d'une loi redéfinissant diverses infractions sexuelles, dont le viol, sur proposition du gouvernement Raymond Barre (présentée par Monique Pelletier, secrétaire d’État, reprenant la proposition de loi no 261 du 8 février 1978 d’Henri Caillavet).

## Contexte
Le député Mirguet fut influencé par les positions du psychiatre catholique Marcel Eck, dont notamment : « L'homosexualité paraît prendre actuellement un développement inquiétant, au point que l'on peut parler d'un véritable péril homosexuel ». Il justifiera par ailleurs son amendement dans une réponse à la revue Arcadie en déclarant que le fait d'assister à « l'exemple » « d'actes contre nature » ferait devenir homosexuelles les personnes y assistant : « [...] j'ai des enfants et [...] je devine quel peut être le désespoir d'un père apprenant que son fils a été amené à commettre des actes contre nature par suite de déplorables exemples d'adultes sans scrupules [...] ».
Paul Mirguet se base partiellement sur la situation des vespasiennes, alors lieux de drague et de rencontre pour homosexuels, ce qui permettait aux autorités de faire régulièrement des arrestations au motif d'outrage public à la pudeur, dans un objectif plus général de répression de l'homosexualité.
Par ailleurs, autre élément sociétal ayant pu peser dans l'adoption de l'amendement, la presse de l'époque avait tendance à régulièrement amalgamer homosexualité et pédophilie, comme à l'occasion de l'affaire Charles Trenet, où Trenet est accusé d'avoir eu des relations sexuelles avec des hommes de 18 ans et plus, mais de moins de 21 ans, la majorité sexuelle étant à cette époque de 15 ans pour les relations hétérosexuelles mais de 21 ans pour les relations homosexuelles, et voit ainsi son cas comparé à des scandales de pédophilie. La couverture médiatique de ce type d'affaires sous ce biais a pu contribuer à ce que l'opinion publique lie fréquemment homosexualité et pédophilie.
La France adopte en 1968 la classification internationale des maladies de l’Organisation mondiale de la santé (OMS) dans sa version 9 (CIM-9), qui reprenait le DSM-II pour les maladies mentales, dans laquelle figurait, jusqu’à l'adoption de la nouvelle CIM-10 le 17 mai 1990, l’homosexualité et la transsexualité dans sa section 302, et dix ans plus tard en février 1978, la plupart des titres de la presse homosexuelle de l’époque sont interdits à la vente aux mineurs et à l’affichage par le ministère de l’Intérieur. Ces interdictions ont cependant été rapidement contournées par des changements de titres.
Les évolutions dans l'opinion publique des années 1970, les revendications et les actions du Front homosexuel d'action révolutionnaire (FHAR) et du Comité d'urgence anti-répression homosexuelle (CUARH), les tabous qui se sont levés ont permis de libérer la parole. L'arrivée au pouvoir d'un gouvernement socialiste mené par François Mitterrand amène à la radiation des dispositions jugées discriminatoires à partir du 12 juin 1981 (le ministre de la Santé, Edmond Hervé, annonce retirer l'approbation française à la section 302 de la CIM-9) et en particulier avec la loi du 4 août 1982.